# مشکین‌گربه خال‌زنگاری
مشکین‌گربه خال‌زنگاری (نام علمی: Genetta maculata) نام یک گونه از سرده مشکین‌گربه است.